# Óscar Murillo
Pour les articles homonymes, voir Murillo.
Óscar Murillo, né le 18 avril 1988 à Armenia en Colombie, était un footballeur international colombien, qui évoluait au poste de défenseur central

## Biographie

### Carrière en club
Óscar Murillo fait ses débuts dans l'équipe juniors du Boca Juniors entre 2005 et 2006. Puis en 2007, il retourne en Colombie aux Centauros Villavicencio. La saison suivante, il signe son premier contrat professionnel avec le Deportes Quindío.
Il fait ses débuts en professionnel en Primera A le 15 février 2009 lors d'un match nul contre le Millonarios FC (1-1). Il inscrit son premier but le 18 mars, lors d'une victoire de 2-0 contre le Real Cartagena. Puis le 12 avril, il inscrit son deuxième but contre l'Independiente Santa Fe (victoire 3-2). 
Il est prêté le 11 février 2010 aux Rapids du Colorado pour évoluer en Major League Soccer pour la saison 2010. Son prêt est résilié le 8 juillet sans qu'il fasse une seule apparition. Après son prêt, il fait son retour au Deportes Quindío. Puis en juillet 2011, il rejoint le Deportivo Pereira. Il fait ses débuts le 28 août lors d'une victoire 2-0 contre La Equidad.
En janvier 2012, il s'engage en faveur de l'Atlético Nacional. Le 29 janvier, il fait ses débuts lors de la victoire 4-0 contre le Deportivo Cali. Puis, il fait ses débuts en coupes internationales le 14 février lors de la Copa Libertadores dans la victoire 2-0 sur l'Universidad de Chile, quatre jours plus tard, le 28 février, il marque son premier doublé dans sa carrière lors du Clásico colombiano contre le Millonarios FC (victoire 3-2). Puis le 10 avril, il inscrit son premier but en Copa Libertadores contre Peñarol (victoire 3-0).
Le 10 décembre 2015, il rejoint le CF Pachuca évoluant en Liga MX. Le 8 janvier, il fait ses débuts en Liga MX lors d'un match nul de 1-1 contre le Club Tijuana. Le 29 mai, il remporte le titre du tournoi de clôture contre le CF Monterrey sur le score cumulé de 2-1. 
Le 5 février 2017, il marque son premier but contre les Pumas UNAM (1-1). Le 26 avril, il remporte la Ligue des champions de la CONCACAF contre les Tigres UANL sur le score cumulé de 2-1. En décembre 2017, il participe à la Coupe du monde des clubs de la FIFA aux Émirats arabes unis, où il finit à la troisième place (s'inclinant en demi-finale contre Grêmio et battant en petite finale l'Al-Jazira).

### Carrière internationale
En mars 2016, il est convoqué pour la première fois en équipe de Colombie par le sélectionneur national José Pékerman, pour des matchs des éliminatoires de la Coupe du monde 2018 contre la Bolivie et l'Équateur.
Le 24 mars 2016, il honore sa première sélection contre la Bolivie. Le match se solde par une victoire 3-2 des Colombiens.

## Palmarès

### En club
- Avec  Atlético Nacional
  - Champion de Colombie en 2013 (ouverture), 2013 (clôture), 2014 (ouverture) et 2015 (clôture)
  - Vainqueur de la Coupe de Colombie en 2012 et 2013
  - Vainqueur de la Supercoupe de Colombie en 2012

- Avec  CF Pachuca
  - Champion du Mexique en 2016 (clôture)
  - Vainqueur de la Ligue des champions de la CONCACAF en 2017

### Distinctions personnelles
- Membre de l'équipe type de la Liga MX en 2016 (clôture)

## Statistiques
| Saison                | Club                  | Championnat           | Championnat | Championnat | Coupe(s) nationale(s) | Coupe(s) nationale(s) | Supercoupe | Supercoupe | Compétition(s) continentale(s) | Compétition(s) continentale(s) | Compétition(s) continentale(s) | Coupe du mondedes clubs | Coupe du mondedes clubs | Séries | Séries | Colombie | Colombie | Total | Total |
| Saison                | Club                  | Division              | M.          | B.          | M.                    | B.                    | M.         | B.         | Comp.                          | M.                             | B.                             | M.                      | B.                      | M.     | B.     | M.       | B.       | M.    | B.    |
| 2009                  | Deportes Quindío      | Ouv.+Clo.             | 14+18       | 2+0         | -                     | -                     | -          | -          | -                              | -                              | -                              | -                       | -                       | -      | -      | -        | -        | 32    | 2     |
| 2010                  | Deportes Quindío      | Ouv.+Clo.             | 1+15        | 0           | -                     | -                     | -          | -          | -                              | -                              | -                              | -                       | -                       | 6      | 0      | -        | -        | 22    | 0     |
| 2011                  | Deportes Quindío      | Ouv.                  | 9           | 0           | 2                     | 0                     | -          | -          | -                              | -                              | -                              | -                       | -                       | -      | -      | -        | -        | 11    | 0     |
| Sous-total            | Sous-total            | Sous-total            | 57          | 2           | 2                     | 0                     | 0          | 0          | -                              | 0                              | 0                              | 0                       | 0                       | 6      | 0      | 0        | 0        | 65    | 2     |
| 2011                  | Deportivo Pereira     | Clo.                  | 16          | 0           | -                     | -                     | -          | -          | -                              | -                              | -                              | -                       | -                       | -      | -      | -        | -        | 16    | 0     |
| Sous-total            | Sous-total            | Sous-total            | 16          | 0           | 0                     | 0                     | 0          | 0          | -                              | 0                              | 0                              | 0                       | 0                       | 0      | 0      | 0        | 0        | 16    | 0     |
| 2012                  | Atlético Nacional     | Ouv.+Clo.             | 10+10       | 2+2         | 9                     | 0                     | 1          | -          | CL                             | 3                              | 1                              | -                       | -                       | 5      | 0      | -        | -        | 38    | 5     |
| 2013                  | Atlético Nacional     | Ouv.+Clo.             | 7+11        | 0+2         | 15                    | 1                     | -          | -          | CS                             | 7                              | 0                              | -                       | -                       | 7+6    | 0      | -        | -        | 53    | 3     |
| 2014                  | Atlético Nacional     | Ouv.+Clo.             | 8+9         | 0           | 4                     | 0                     | 2          | 0          | CL+CS                          | 10+7                           | 0                              | -                       | -                       | 5+5    | 0      | -        | -        | 50    | 0     |
| 2015                  | Atlético Nacional     | Ouv.+Clo.             | 15+14       | 1+1         | 2                     | 0                     | 1          | 0          | CL                             | 7                              | 0                              | -                       | -                       | 2+6    | 0+1    | -        | -        | 47    | 3     |
| Sous-total            | Sous-total            | Sous-total            | 84          | 8           | 30                    | 1                     | 4          | 0          | -                              | 34                             | 1                              | 0                       | 0                       | 36     | 1      | 0        | 0        | 188   | 11    |
| 2016                  | CF Pachuca            | Clo.                  | 17          | 0           | 1                     | 0                     | -          | -          | -                              | -                              | -                              | -                       | -                       | 5      | 0      | 2        | 0        | 25    | 0     |
| 2016-2017             | CF Pachuca            | Ouv.+Clo.             | 15+14       | 0+2         | -                     | -                     | -          | -          | LCC                            | 9                              | 0                              | -                       | -                       | 2      | 0      | 6        | 0        | 46    | 2     |
| 2017-2018             | CF Pachuca            | Ouv.+Clo.             | 16+12       | 0+1         | 4                     | 0                     | -          | -          | -                              | -                              | -                              | 3                       | 0                       | -      | -      | 3        | 0        | 38    | 1     |
| Sous-total            | Sous-total            | Sous-total            | 74          | 3           | 5                     | 0                     | 0          | 0          | -                              | 9                              | 0                              | 3                       | 0                       | 7      | 0      | 11       | 0        | 109   | 3     |
| Total sur la carrière | Total sur la carrière | Total sur la carrière | 231         | 13          | 37                    | 1                     | 4          | 0          | -                              | 43                             | 1                              | 3                       | 0                       | 49     | 1      | 11       | 0        | 378   | 16    |